# Ys Origin
Ys Origin (イース・オリジン?, Īsu Orijin) è un videogioco di ruolo giapponese pubblicato nel 2006 per Microsoft Windows dalla Nihon Falcom Corporation. Nel 2012 la XSEED Games ha pubblicato la versione inglese tramite la piattaforma Steam. È il settimo gioco della serie di Ys, ma in quanto prequel, è il primo nei termini della cronologia. È il primo gioco della serie in cui il protagonista non è Adol Christin.

## Trama

### Ambientazione
La terra di Ys è governata da due dee gemelle, Feena e Reah. Esse hanno donato agli uomini parte del loro potere tramite un potente artefatto, la Perla Nera, rendendoli capaci di usare la magia. Gli uomini rendono onore alle due dee servendole attraverso sei famiglie di sacerdoti: Hadal, Tovah, Dabby, Messa, Gemma e Fact. Un giorno, numerosi demoni cominciano ad invadere Ys. Per sfuggire agli attacchi di questi mostri, i sei sacerdoti e le due dee utilizzano il loro potere per distaccare dal suolo la parte abitata di Ys, facendola levitare nel cielo. I mostri, nel tentativo di raggiungere la terra fluttuante, costruiscono la Dharm Tower, un'altissima torre con più di venti piani che svetta verso il cielo.

### Storia
Il gioco prende luogo 700 anni prima degli eventi di Ys I, raccontando della storia passata della terra di Ys: poco tempo dopo aver fatto levitare la terra di Ys verso il cielo, le due dee gemelle spariscono insieme alla Perla Nera. Un gruppo di ricerca viene quindi costituito, e scende sulla terra di sotto, infestata dai demoni, alla ricerca delle dee e della Perla Nera. La storia si svolge attorno ai tre protagonisti che viaggiano attraverso la Dharm Tower alla ricerca delle dee: Yunica Tovah, Hugo Fact e Toal Fact. Ognuno ha i suoi motivi per salire la torre, e inizia il suo viaggio verso la cima. Le tre storie sono parallele, ma non facenti parte della stessa versione della storia.

## Modalità di Gioco
La modalità di gioco è molto simile ai precedenti giochi. La principale differenza è l'inclusione di tre differenti personaggi giocabili, ognuno con la propria storia, stile di combattimento e abilità.

Una schermata del gioco

Il giocatore controlla il personaggio e deve guidarlo attraverso i numerosi piani della Dharm Tower, facendosi strada a suon di colpi tra i demoni, guadagnando esperienza per aumentare di livello, e una sorta di "moneta" che può scambiare per dei miglioramenti addizionali. Durante la salita, verranno acquisite anche differenti armature e stivali (sei set diversi per ogni personaggio) e ritrovati diversi oggetti essenziali per le numerose insidie ed enigmi della torre. Oltre all'arma principale, attraverso il recupero di tre potenti artefatti, ogni personaggio avrà accesso a tre speciali ed uniche capacità, basate su vento, tuono e fuoco, in grado di aiutarlo in combattimento ma anche a superare determinati ostacoli. Infine, oltre ai comuni demoni che vagano per la torre, a metà e alla fine di ciascuna delle sei "zone" della torre, saranno presenti dei combattimenti contro nemici più potenti, tra cui i sei signori dei demoni che invasero la terra di Ys.
La lunghezza del gioco è leggermente inferiore ai precedenti ed è più lineare, probabilmente per dare più spazio all'azione e alla storia dei personaggi.

## Personaggi

### Protagonisti
- Yunica Tovah (ユニカ＝トバ?, Yunika Toba)[3]: una giovane apprendista cavaliere. Yunica, affezionata alle due dee come, e da loro considerata, una sorella minore, riesce ad entrare nel gruppo di ricerca per cercare Feena e Reah insieme agli altri. È la nipote del sacerdote Tovah[4]. Suo padre, Saul Tovah, era a capo dei cavalieri del tempio, prima di rimanere indietro per permettere alle dee e ai sacerdoti di completare il rituale per far levitare Ys.
- Hugo Fact (ユーゴ＝ファクト?, Yūgo Fakuto)[3]: Un mago prodigio figlio del sacerdote Cain Fact e fratello minore di Toal Fact. Hugo padroneggia la magia ed è capace di utilizzare gli artefatti chiamati Eyes of Fact per amplificare il suo potere[4].
- The Claw (鉤爪の男?, Kagizume no otoko) o Toal Fact[5] (トール＝ファクト?, Tōru Fakuto)[3]: Una volta noto come Toal Fact, secondo in comando con Galleon dei cavalieri del tempio, dopo essere rimasto indietro insieme a Saul per rallentare i demoni, è diventato uno di loro, accettando da Dalles il potere oscuro offertogli. Toal ha abbandonato la sua spada di Cleria e l'armatura da cavaliere per indossare dei guanti artigliati che gli hanno fatto guadagnare il soprannome con cui ora è noto.

### Il gruppo di ricerca
- Syon (シオン?, Shion): è il giovane sacerdote che gestisce il tempio delle Dee. Nominato dai sei sacerdoti, loro rappresentante e capo del gruppo di ricerca inviato. Syon è un uomo dal cuore puro e saggio, nonostante la sua giovane età.
- Eolia (エオリア?, Eoria): una giovane sacerdotessa del tempio di natura gentile e pacata. Serve Syon e si occupa delle comunicazioni del gruppo di ricerca, dando a ciascuno dei membri una speciale conchiglia che permette di mettersi in contatto con lei.
- Dino (ディーノ?, Diino): il più giovane dei sacerdoti del tempio. Il suo compito è quello di recuperare i membri del gruppo separati durante lo spostamento magico sulla terra.
- Galleon (ガレオン?, Gareon): secondo in comando dei cavalieri del tempio e capo dei quattro cavalieri inviati nel gruppo di ricerca. Galleon è il classico eroe senza macchia, e un amico di Toal Fact.
- Cecilia (セシリア?, Seshiria): cavaliere del tempio, cocciuta e all'antica, ma ligia al suo dovere e stimatrice di Galleon.
- Ramona (ラモナ?, Ramona): un altro cavaliere, amica di Roy e che impugna una spada acuminata simile ad una striscia.
- Roy (ロイ?, Roi): giovane, ma abile cavaliere. È un amico d'infanzia di Yunica che tratta, a volte con il disappunto di lei, come una sorella minore.
- Cadena (カデナ?, Kadena): affascinante ed esperta maga, a capo di quelli inviati col gruppo di ricerca. Cadena risulta quindi la più esperta nell'utilizzo della magia non sacerdotale, fatto ben noto anche all'orgoglioso Hugo.
- Mucha (ミュシャ?, Myusha): Giovane maga, esperta nelle magie di cura. Si unisce al gruppo di ricerca unicamente per seguire Hugo, per cui nutre dei sentimenti profondi, ma che, essendo timida e riservata, non riesce a rivelargli e che lui, sempre indaffarato, non ha notato.
- Rico Gemma (リコ ジェンマ?, Riko Jenma): Un altro giovane mago, è nipote del sacerdote Gemma. La sua magia si focalizza sul potenziare le armi del gruppo. È un amico d'infanzia di Hugo, e abbastanza attendo d'aver notato i sentimenti che Mucha ha verso il suo amico.

### I darklings
- Dalles[6] (ダレス?, Daresu): Il malvagio demone a capo della Dharm Tower. Si presenta come un giovane e affascinante uomo dai capelli argentei, ed è dotato di un grandissimo potere. È lui infatti che interferisce con il trasporto magico del gruppo di ricerca, facendone sparpagliare i membri.
- Zava (ザバ?, Zaba): La leale servitrice di Dalles, si presenta come una donna procace e affascinante. È dotata come il suo padrone di grande potere, ed è esperta nell'evocazione di potenti demoni.
- Kishgal (キシュガル?, Kishugaru): Potente guerriero che brandisce un'alabarda. È un combattente orgoglioso e temibile, proveniente da una terra esterna a Ys, interessato solo alla lotta e a trovare degli avversari degni della sua abilità.
- Epona (エポナ?, Epona): Sorella di Kishigal, è una ragazza guerriera molto abile e agile, che combatte con un tridente. Al suo primo incontro con Hugo, ha un diverbio con lui e lo prende subito in antipatia.

## Pubblicazioni
- Prima edizione: pubblicazione iniziale del gioco, progettata per Windows XP.
- Expansion Disc: un'espansione resa disponibile ai proprietari della prima edizione. Aggiunge due nuovi livelli di difficoltà, la modalità arena dove il giocatore può combattere contro dozzine di mostri nella stessa stanza, una versione alternativa dei tre protagonisti con capacità migliorate, la possibilità di giocare come Adol Christin (solo nella modalità Time Attack e Arena), e alcuni altri segreti.
- Vista Version: Versione per Windows Vista, in cui è già inclusa l'espansione.
- PC Windows 7 Version: Simile alla Vista Version, è l'ultima versione del gioco.
- Steam/GOG: Come la versione Windows 7, ma tradotta completamente in Inglese e sono stati aggiunti il supporto widescreen, e, per la versione Steam, le imprese, le classifiche ed il supporto a Steam Cloud.
- PS4/Vita: Una nuova versione distribuita da DotEmu prevista per il 21 Febbraio 2017, giocabile in alta definizione con miglioramenti all'interfaccia e gli effetti visivi, e per la prima volta in assoluto, tradotta anche in Italiano, Spagnolo, Tedesco e Francese.[7]

## Recensioni
| Pubblicazione | Voto |
| ------------- | ---- |
| Metacritic    | 78   |
| Eurogamer     | 70   |
| PC Gamer (UK) | 71   |